# فردیناند لووه
فردیناند لووه (به آلمانی: Ferdinand Löwe) (زادهٔ ۱۹ فوریهٔ ۱۸۶۵، وین - درگذشتهٔ ۶ ژانویهٔ ۱۹۲۵، وین) موسیقی‌دان و رهبر ارکستر اهل اتریش بود.
او شاگرد آنتون بروکنر، آهنگساز نامدار اتریشی، بود و در تصنیف بسیاری از آثار او با وی همکاری می‌کرد. لووه بخش‌هایی از سمفونی شماره ۹ بروکنر را، که بر اثر درگذشتِ آهنگساز ناتمام مانده بود، بازنگری کرد.